# Korvettenkapitän
Der Korvettenkapitän ist ein militärischer Dienstgrad der Marine.

## Deutsche Marine
Der Korvettenkapitän ist einer der Dienstgrade der Bundeswehr für Marineuniformträger. Gesetzliche Grundlage sind die Anordnung des Bundespräsidenten über die Dienstgradbezeichnungen und die Uniform der Soldaten und das Soldatengesetz.

### Anrede
In der Zentralrichtlinie A2-2630/0-0-3 „Militärische Formen und Feiern der Bundeswehr“ (ehemals ZDv 10/8) wird die Anrede aller Stabsoffiziere in Marineuniform mit „Herr Kapitän“ festgesetzt. In der Marine ist es in der mündlich-informellen Anrede traditionell außerdem üblich, „Kapitän“ wie „Kap’tän“ auszusprechen.

### Dienstgradabzeichen
Die Dienstgradabzeichen des Korvettenkapitäns zeigen drei mittelbreite Ärmelstreifen auf beiden Unterärmeln.

### Einordnung im NATO-Rangsystem
Im NATO-Rangcode entspricht der Dienstgrad Korvettenkapitän OF-3 und damit beispielsweise einem Lieutenant-Commander der US-amerikanischen oder der britisch-königlichen Marine. In der englischen Übersetzung soll der Korvettenkapitän im NATO-Rangsystem dennoch mit Commander (Junior grade) übersetzt werden.

### Sonstiges
Die Dienstgradbezeichnung ranggleicher Luftwaffen- und Heeresuniformträger lautet Major. Hinsichtlich Befehlsbefugnis, Ernennung, Sold, den nach- und übergeordneten Dienstgraden, ähnlich auch hinsichtlich der Dienststellungen sind Korvettenkapitäne und Majore gleichgestellt.
| Offizierdienstgrad |                                                                            | |
| Niedrigerer Dienstgrad |                                                                            | Höherer Dienstgrad                                                                                                  |
| Stabshauptmann Stabskapitänleutnant                                                                                             | Major Korvettenkapitän Oberstabsarzt Oberstabsapotheker Oberstabsveterinär | Oberstleutnant Fregattenkapitän Oberfeldarzt Oberfeldapotheker Oberfeldveterinär Flottillenarzt Flottillenapotheker |
| Dienstgradgruppe: Mannschaften – Unteroffiziere o.P. – Unteroffiziere m.P. – Leutnante – Hauptleute – Stabsoffiziere – Generale |                                                                            | |

## Volksmarine
Der Korvettenkapitän war in der Volksmarine der DDR der niedrigste Dienstgrad in der Dienstgradgruppe der Stabsoffiziere und vergleichbar dem NATO-Rangcode OF-3. Er entsprach dem Major der NVA.
Das Dienstgradabzeichen bestand aus Schulterstücken mit marineblauem Untergrund und darauf einer geflochtenen silbernen Schnur, auf der ein viereckiger goldfarbener Schulterstern angebracht war. Schulterstücke wurden zu allen Uniformteilen getragen.
Das Ärmelabzeichen bestand aus drei gelbfarbigen einfachen Streifen. Darüber war das Laufbahnabzeichen angebracht. Im Unterschied zu allen übrigen deutschen Marinestreitkräften bedeckten die Ärmelabzeichen nur zu ca. 40 % den Ärmelumfang.
| Dienstgrad                 |                  |                         |
| niedriger: Kapitänleutnant | Korvettenkapitän | höher: Fregattenkapitän |

## Kaiserliche Marine und Kriegsmarine
Im Deutschen Kaiserreich und der Kriegsmarine war der Korvettenkapitän der niedrigste Offiziersrang der Dienstgradgruppe der Stabsoffiziere.
| Dienstgrad                 |                  |                         |
| niedriger: Kapitänleutnant | Korvettenkapitän | höher: Fregattenkapitän |

## K.(u.)k. Kriegsmarine
In der österreichischen, später österreichisch-ungarischen Kriegsmarine war der Korvettenkapitän der unterste Stabsoffiziersdienstgrad. Niedrigerer Dienstgrad war der Linienschiffsleutnant, höherer, wie in den deutschen Marinen, der Fregattenkapitän.
Das Rangabzeichen bestand aus einem breiten Ärmelstreifen und einem normalen Ärmelstreifen (seit 1908 mit Eliotsauge). Zur Paradeuniform wurden Epauletten getragen, zum Dienst nur Epaulettenhalter.